# Anexodus sarawakensis
Anexodus sarawakensis là một loài bọ cánh cứng trong họ Cerambycidae.